# شیویار
تپه قلعه زیبای شیویار مربوط به دوره اشکانیان - دوره ساسانیان - سده‌های اولیه دوران‌های تاریخی پس از اسلام است این اثر در تاریخ ۲۷ اسفند ۱۳۸۶ با شمارهٔ ثبت ۲۲۵۸۷ به‌عنوان یکی از آثار ملی ایران به ثبت رسیده است.

## جمعیت
جمعیت این روستا طبق سرشماری سال ۱۳۹۰ این روستا 309 نفر می‌باشد این روستا دارای طبیعت بسیار زیبایی می‌باشد که مورد توجه افراد زیادی می‌باشد.
شیور از روستاهای آذربایجان شرقی شهرستان میانه می‌باشد. تپه قلعه زیبای شیویار مربوط به دوره اشکانیان - دوره ساسانیان - سده‌ های اولیه دوران‌های تاریخی پس از اسلام است این اثر در تاریخ ۲۷ اسفند ۱۳۸۶ با شماره ثبت ۲۲۵۸۷ به‌عنوان یکی از آثار ملی ایران به ثبت رسیده است. جمعیت این روستا طبق سرشماری سال ۱۳۹۰ این روستا 309 نفر می‌باشد این روستا دارای طبیعت بسیار زیبایی می‌باشد که مورد توجه افراد زیادی می‌باشد. سد شیویار از جمله مناطق دیدنی و زیبای این روستا می‌باشد فاصله این روستا از مرکز شهرستان میانه ۲۵ کیلومتر و راه ارتباطی آن آسفالت می‌باشد. اعضای شورای اسلامی روستا به ترتیب غلام حیدر رسولی زاده/جواد رییسی/محمد صادقی و دهیار رضا صادقی می‌باشد.